# مصائب و مشکلات
مصائب و مشکلات (انگلیسی: Slings & Arrows) یک سریال تلویزیونی کانادایی است که در سال ۲۰۰۳ منتشر شد.

## بازیگران
- پل گراس
- استیون اومت
- مارتا برنز
- مارک مک‌کینی
- سوزان کوین
- ریچل مک‌آدامز
- جنیفر ایروین
- سارا پلی
- دان مک‌کلر